# Pacto de pureza
Um pacto de pureza (pacto de virgindade ou pacto de abstinência) é um compromisso religioso de virgindade até o casamento.

## Forma e definição
Durante a adolescência, os jovens evangélicos são convidados a formular um pacto de pureza durante uma cerimônia em público, comprometendo-se com abstinência sexual até casamento cristão.  Este pacto é muitas vezes simbolizado por um anel da pureza. 

## Origem
Os proponentes do pacto de pureza são inspirados no conceito de pureza sexual, que envolve principalmente a abstinência sexual antes do casamento, de acordo com a Primeira Epístola aos Tessalonicenses. .

## História
Algumas organizações americanas evangélicas, como a Focus on the family, fundada em 1977, e  Promise Keepers, fundada em 1990, promoveram a virgindade em seus programas.  No entanto, foi somente em True Love Waits, fundada em 1993 pela Convenção Batista do Sul, que uma organização especializada na promoção da abstinência sexual antes do casamento com pactos de pureza.  Posteriormente, outros se seguiram, como Silver Ring Thing, em 1995.  O anel da pureza também foi integrado ao movimento.

## Críticas
Estudos sobre a sexualidade dos jovens relatam que pactos de pureza não reduzem necessariamente as atividades sexuais dos jovens.  Em 2004, um estudo americano da Universidade Columbia relatou que 88% das pessoas que entraram em abstinência fizeram sexo antes do casamento.  E naqueles quem quebrou seus votos, menos de 20% usaram camisinha. De acordo com um estudo de 2014 publicado pela Universidade de Washington, homens evangélicos que fizeram um pacto de pureza e se casaram gostariam de ter mais conversas sobre o lugar da sexualidade no casamento em suas igrejas. 